# Tekiyeh

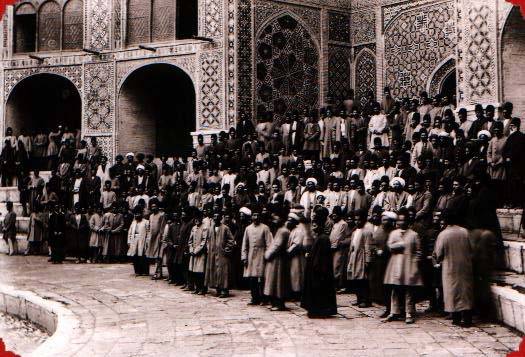
Tekiyeh Dolat in Teheran, de grootste tekiyeh uit het Kadjarentijdperk.

Een Tekiyeh (Perzisch: تكيه) is een plek waar de sjiieten bijeenkomen om hun martelaar Hoessein te herdenken, deze ceremonie draagt de naam Ta'ziya. 
Deze locaties worden voornamelijk aangetroffen in Iran. Ze behoren tot de traditionele Perzische architectuur. 
Er wordt geschat dat er ten tijde van het Kadjarentijdperk in Teheran  50 tekiyehs waren.